# Слюнин, Василий Тихонович
Василий Тихонович Слюнин — советский государственный и политический деятель, председатель Орловского областного исполнительного комитета.

## Биография
Родился в 1911 году в Хмельнике. Член ВКП(б).
С 1933 года — на общественной и политической работе. В 1933—1963 гг. — на комсомольской работе в Украинской ССР, заведующий Отделом студенческой молодёжи Орловского областного комитета ВЛКСМ, в Орловском областном комитете ВКП(б), секретарь Орловского областного комитета ВКП(б) по кадрам, заместитель председателя Исполнительного комитета Орловского областного Совета, 1-й секретарь Орловского городского комитета КПСС, председатель Исполнительного комитета Орловского промышленного областного Совета.
Избирался депутатом Верховного Совета РСФСР 3-го и 5-го созывов.
Умер в Орле в 1994 году.